# Le olimpiadi dei mariti
Le olimpiadi dei mariti è un film del 1960 diretto da Giorgio Bianchi.
I Giochi Olimpici di Roma sono soltanto una vaga cornice, per una commedia sul tema dell'avventura extraconiugale, con Raimondo Vianello e Ugo Tognazzi protagonisti.

## Trama
Estate 1960. Una coppia di giornalisti e mariti scapestrati, con le consorti lontane per le vacanze, adocchia due turiste straniere, in visita a Roma per l'appuntamento olimpico del 1960. Il ritorno anticipato delle mogli manda in malora i loro piani. I due infatti, per errore, finiranno con l'ospitare in casa l'intera comitiva tedesca di cui fan parte le due turiste, e il ritorno delle consorti li costringerà ad inscenare un improbabile scoop coinvolgente nientemeno che un improbabile ritorno di Adolf Hitler.

## Accoglienza

### Critica
Pietro Bianchi, su Il Giorno del 18 novembre 1960, lo descrisse come: «un filmetto che si regge in piedi in virtù delle risorse comiche della coppia televisiva Tognazzi e Vianello, a volte ricalcando Chi era quella signora? - a volte trovando gags originali il film va in porto allegramente».